# Württembergisches Landrecht

Titelblatt der zweiten Ausgabe des Württembergischen Landrechts von 1567

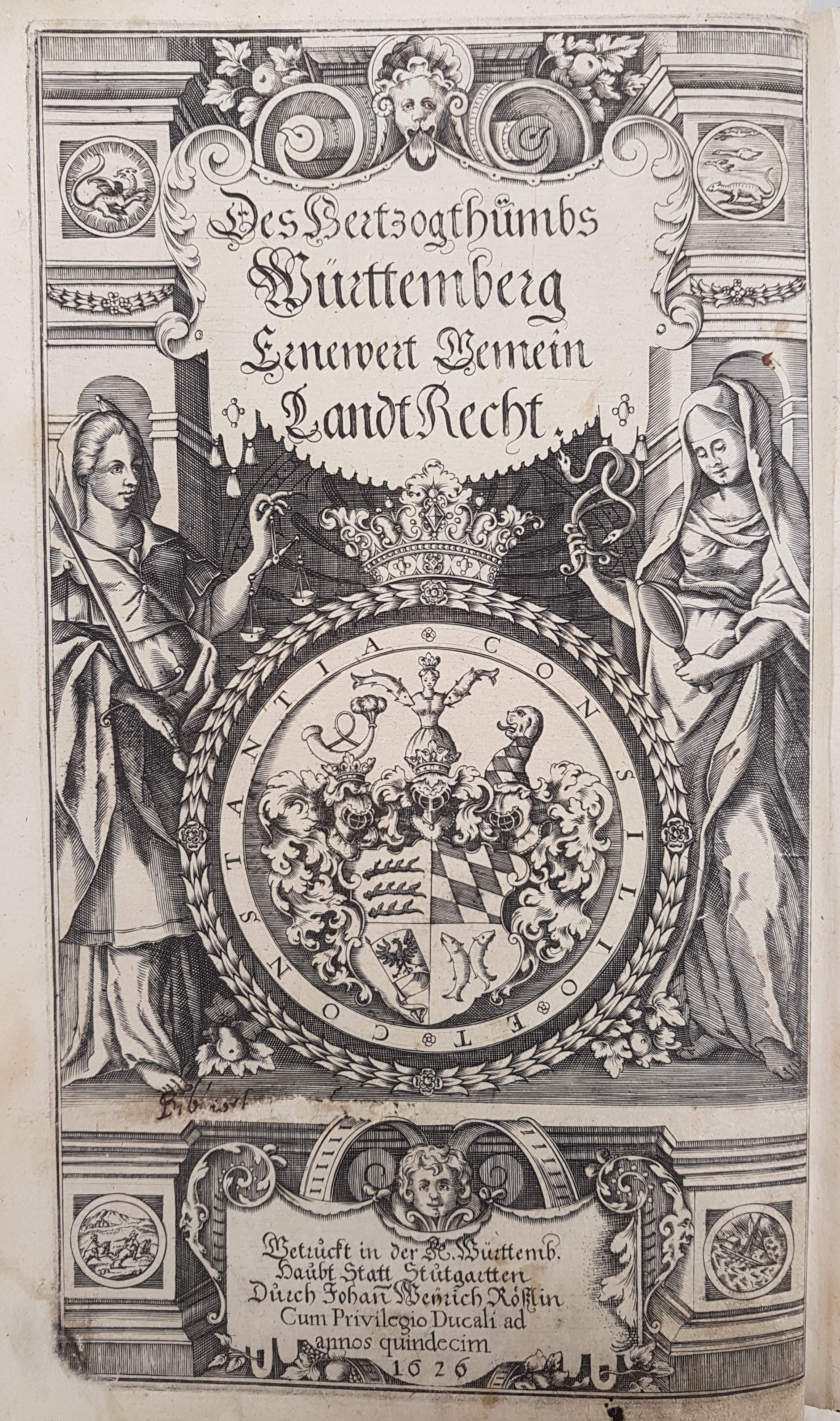
Des Hertzogthumbs Württemberg Ernewert Gemein LandtRecht. Gedruckt bei Johann Heinrich Rößlin, Stuttgart 1626 (Titelblatt)

Das Württembergische Landrecht ist eine Kodifikation des Prozess- und Zivilrechts für das Herzogtum Württemberg im 16. Jahrhundert.

## Ausgangslage
Die Initiative, ein Landrecht für Württemberg zu schaffen, ging Anfang des 16. Jahrhunderts von den Landständen aus. Bis dahin hatte fast jedes Amt im Herzogtum Württemberg ein eigenes Privatrecht. Zunehmende Mobilität und die Zunahme der Zahl von Juristen, die am römischen Recht geschult waren, übten einen erheblichen Druck hinsichtlich einer Vereinheitlichung des Rechts aus. Die Landstände forderten zunächst in Abwehr dieser Entwicklung Maßnahmen, um das angestammte Recht zu erhalten. Dies wurde ihnen auch in einem Nebenabschied zum Tübinger Vertrag von 1514 durch Herzog Ulrich versprochen. Aber erst unter seinem Sohn, Herzog Christoph, wurde das Projekt verwirklicht.

## Erstes Landrecht
Die Landstände bildeten eine Kommission, die zunächst die örtlichen Gewohnheiten und Rechte sammelte, indem sie Ämter und Städte aufforderte, Berichte über das jeweils dort geltende Recht einzusenden. Vor allem eheliches Güterrecht und Erbrecht wurden so gesammelt. Das Ergebnis war allerdings so heterogen, dass die Kommission sich überfordert fühlte, aus den so gewonnenen Erkenntnissen ein einheitliches Landrecht zu formen. Vielmehr forderte sie nun den Herzog auf, ein Landrecht ohne Rücksicht auf die lokalen Rechte durch eine kleine Zahl von gelehrten Juristen erarbeiten zu lassen. Die Arbeiten zogen sich bis zum Jahr 1553 hin, als der Böblinger Landtag dem dort vorgelegten Entwurf zustimmte. Daraus entstand die erste, 1555 publizierte, Fassung des Württembergischen Landrechts, das auch im gleichen Jahr von Kaiser Karl V. bestätigt wurde.
Die Rechtseinheit des Württembergischen Landrechts wurde so durch Aufgabe der bisherigen kleinteiligen Privatrechtsordnung, die Übernahme des römischen Rechts und eine weitgehende Umgestaltung des bisher geltenden Rechts erreicht. Gemeinem Recht wurde im Zweifel der Vorrang eingeräumt.
Am härtesten war der Widerstand der Universität Tübingen. Die Universität berief sich auf ihr Recht, selbst Recht setzen zu dürfen und es gelang ihr für längere Zeit eigene erbrechtliche Regeln durchzusetzen.

## Inhalt
Das Württembergische Landrecht gliedert sich in vier Teile:
- Prozessrecht: Hauptverfasser waren Ulrich Rucker, Caspar Beer, Caspar Volland und Johann Sichard. Inhaltlich beruht es auf dem Tübinger Stadtrecht von 1493, dem Freiburger Stadtrecht von 1520, der Mainzer Untergerichtsordnung von 1534 und der zweiten Württembergischen Hofgerichtsordnung von 1514.[5]
- Vertragsrecht, Pfandrecht und Sachenrecht: Alleiniger Redaktor war Ulrich Rucker. Inhaltlich stützte er sich überwiegend und zum Teil wörtlich auf das Freiburger Stadtrecht von 1520 sowie in geringerem Umfang auf die Wormser Reformation von 1498.[6]
- letztwillige Verfügungen: Autor ist Caspar Beer. Der Text ist weitgehend selbständig verfasst, mit geringen Spuren, die auf das Tübinger Stadtrecht verweisen.[7]
- Intestaterbrecht: Autor ist auch hier Caspar Beer. Der Text ist weitgehend selbständig verfasst mit geringen Spuren, die auf das Freiburger Stadtrecht verweisen.[8]

Systematische Bearbeitungen und Kommentare zum Württembergischen Landrecht erschienen ab der Wende zum 19. Jahrhundert.

## Weitere Entwicklung
Wegen offensichtlicher Mängel im Intestaterbrecht der Ehegatten wurde der vierte Teil überarbeitet und das Landrecht 1567 mit geändertem vierten Teil neu publiziert, das so genannte Zweite Landrecht.
Die Überarbeitung reichte nicht aus. Erneut wurden Klagen laut, insbesondere über Regelungen des Erbrechts und im ehelichen Güterrecht. 1583 forderte der Landtag eine erneute Überarbeitung. Die zog sich allerdings lange hin. Die Änderungen waren diesmal umfangreicher und wurden 1610 als das so genannte Dritte Landrecht veröffentlicht.
In der Folgezeit kam es immer wieder zu Versuchen, ein viertes Landrecht zu schaffen. Keiner war erfolgreich. Insgesamt blieb das Württembergische Landrecht so bis zum Inkrafttreten des Bürgerlichen Gesetzbuches am 1. Januar 1900 Grundlage des Privatrechts, auch im Königreich Württemberg. Im Laufe des 19. Jahrhunderts wurden allerdings einzelne Teile durch moderne Kodifikationen ersetzt, so zum Beispiel durch die Civilprozessordnung von 1868.

## Wirkungsgeschichte
Das Württembergische Landrecht entfaltete eine erhebliche Wirkung auch über die Grenzen des Herzogtums hinaus. Das Pfälzische Landrecht von 1582 hat vieles aus dem Württembergischen Landrecht wörtlich übernommen. Das Landrecht der Markgrafschaft Baden-Baden von 1588 ist bis auf wenige Abweichungen mit dem zweiten Württembergischen Landrecht identisch, allerdings ergänzt um eine Vormundschaftsordnung und einen fünften Teil, der das Strafrecht enthält. Das Württembergische Landrecht war Quelle für das Solmser Landrecht von 1571, die Frankfurter Reformation von 1578 und weitere Kodifikationen der Rezeption.